# Zafarmurod Abdurahmatov
Zafarmurod Abdurahmatov (* 28. April 2003 in Qamashi) ist ein usbekischer Fußballspieler.

## Karriere

### Verein
Aus der Jugend von Nasaf Karschi wechselte Abdurahmatov Anfang 2023 von der U21 in die erste Mannschaft. Bislang wurde er mit seiner Mannschaft zwei Mal Pokalsieger und einmal Superpokalsieger.

### Nationalmannschaft
Nach zwei Einsätzen für die usbekische U19 im September 2022 folgten weitere Einsätze mit der U20. Abdurahmatov nahm auch an der Asienmeisterschaft 2023 teil, bei der Usbekistan als Gastgeber das Turnier gewann. Er selbst erzielte bei dem Turnier ein Tor. Auch bei der Weltmeisterschaft 2023 gehörte er zum Kader und erreichte mit seiner Mannschaft das Achtelfinale. In der Gruppenphase steuerte er eine Torvorlage bei.
Im April 2024 hatte er sein Debüt für die U23 bei der Asienmeisterschaft 2024 und kam bei diesem Wettbewerb in einem Gruppenspiel (wo er eine Vorlage gab) sowie im Halbfinale und im Finale zum Einsatz. Dieses ging mit 0:1 gegen Japan verloren. Dies reichte aber aus, dass sich seine Mannschaft erstmals in ihrer Geschichte für das Turnier bei den Olympischen Sommerspielen 2024 qualifizierte.
Sein Debüt für die A-Nationalmannschaft gab er bei der Asienmeisterschaft 2024, bei der er im zweiten Gruppenspiel, einem 3:0-Sieg über Indien, zur zweiten Halbzeit für Sherzod Nasrullayev eingewechselt wurde. Auch bei allen anderen Partien seiner Mannschaft, welche es bis ins Viertelfinale schaffte, kam er zum Einsatz.